# David Stakston
David Stakston (tidigare David Alexander Sjøholt), född 22 november 1999 i Raleigh i North Carolina, är en amerikansk-norsk skådespelare. Han spelar rollen som Magnus Fossbaken i dramaserien SKAM, som sänds på NRK.